# Línguas ariquéns
Ariquém ou Arikem é uma família linguística do tronco tupi que agrega apenas três línguas, cujos falantes concentram-se ao norte de Rondônia. Atualmente, a única língua viva é o Karitiano, com 333 falantes registrados em 2017.

## Línguas
As línguas da família ariquém:
- Ariquém
- Caritiana
- Cabixiana